# Andy Rooney
Andrew Aitken "Andy" Rooney (Albany, 14 de enero de 1919 – Nueva York, 4 de noviembre de 2011) fue un escritor de radio y de televisión estadounidense. Fue famoso por su emisión semanal denominada "Unos pocos minutos con Andy Rooney", un segmento del programa "60 Minutes" de la CBS News desde 1978 a 2011. Su aparición final fue en el programa trasmitido el 2 de octubre de 2011. Andrew murió un mes después, el 4 de noviembre de 2011 a la edad de 92 años.

## Biografía
Rooney nació con el nombre de Andrew Aitken Rooney en Albany New York, hijo de Ellinor (Reynolds) Rooney (1886–1980). Asistió a la Academia de Albany, y posteriormente asistió a la Universidad Colgate en Hamilton en el centro de Nueva York, donde fue iniciado en la fraternidad Sigma Chi, antes de ser enlistado en la Armada de Estados Unidos en agosto de 1941
Comenzó su carrera en un periódico mientras estaba en la Armada cuando, en 1942, comenzó a escribir para el diario Stars and Stripes en Londres durante la Segunda Guerra Mundial.
Por su servicio como corresponsal de guerra en zonas de combate durante la guerra, Rooney fue condecorado con la Medalla Estrella de Bronce y una Medalla del Aire.
En 1995 escribió sus memorias, Mi Guerra, con sus reportajes de sus crónicas de guerra. Además de recontar de primera mano varios eventos históricos y personas (incluyendo la entrada a París y los campos de concentración Nazi), Rooney describe cómo esto marcó su experiencia como escritor y como reportero.